# Gårdskär
Gårdskär is een plaats in de gemeente Älvkarleby in het landschap Uppland en de provincie Uppsala län in Zweden. De plaats heeft 348 inwoners (2005) en een oppervlakte van 71 hectare.